# Campoctonus belfragei
Campoctonus belfragei là một loài tò vò trong họ Ichneumonidae.